# ألبيرفيل (كيبك)
ألبيرفيل (بالإنجليزية: Albertville, Quebec)‏ هي بلدية محلية في كيبيك تقع في كندا في لا ماتابيديا.  يقدر عدد سكانها بـ 256 نسمة ومساحتها 103.70 كم2 .